# Манифактура
Манифактурата е система на производство, характерна за късния етап от развитието на феодалната икономика, дала предпоставки за Индустриалната революция в Европа. Манифактурата, в най-простия смисъл, представлява обединяване на няколко занаятчийски работилници, с цел улесняване на производствения процес. За разлика от фабриката, където до голяма степен трудът включва машини, по-голямата част от работата се извършва ръчно.
Манифактурите се развиват интензивно от края на 16 век до началото на Индустриалната революция. Във Франция под управлението на Луи XIV се наблюдава окрупняване на производствените процеси чрез включването на множество занаятчии в манифактури. Същият процес се наблюдава и във Великобритания.
Манифактурата е производствен процес, свързан с разделението на труда и ръчното производство.